# L'ozio come stile di vita
L'ozio come stile di vita (lingua originale: How to be idle) è un libro scritto da Tom Hodgkinson, direttore della rivista britannica "The Idler", vale a dire "l'ozioso".
Il concetto di ozio che viene descritto nel libro è ben diverso dal mero "dolce far niente" spesso associato a questo termine. L'intento è infatti quello di smontare i giudizi negativi nei confronti dell'ozio e degli oziosi e di promuovere uno stile di vita rilassato e naturale, in cui il lavoro sia una necessità per vivere e non una moderna schiavitù che non lascia tempo alle infinite attività per cui vale di vivere la vita. 
Nei ventiquattro capitoli in cui è diviso il libro - uno per ciascuna ora del giorno - si ripercorre dapprima la storia del lavoro moderno sottolineando come la rivoluzione industriale abbia posto fine alla libertà di gran parte dei lavoratori che prima godevano di autonomia e di una relativa ricchezza, per proseguire raccontando le varie sfaccettature dello stile di vita ozioso sottolineando l'antipatia per il lavoro svogliato da dipendente che viene descritto come il ladro del tempo e della libertà degli uomini. 
Nel corso del libro l'autore ricorre all'uso di moltissime citazioni che danno una certa autorevolezza alle constatazioni e alle idee che vengono esposte. Alcune citazioni vengono usate per dimostrare quanto spesso l'inattività possa generare paradossalmente una grande produttività dovuta alla creatività e ad una indisturbata riflessione: gli esempi più evidenti di questa tesi sono dimostrati da personaggi come Robert Louis Stevenson, Bertrand Russell, John Lennon e anche, sommessamente, da politici come Winston Churchill.

## Edizioni
- Tom Hodgkinson, L'ozio come stile di vita, traduzione di Carlo Capararo, collana BUR narrativa, Rizzoli, 2006,  p. 314, ISBN 88-17-01138-X.